# Hisarköy, Yahşihan
Hisarköy là một xã thuộc huyện Yahşihan, tỉnh Kırıkkale, Thổ Nhĩ Kỳ. Dân số thời điểm năm 2010 là 249 người.